# Cristal Baschet
Il Cristal Baschet, noto anche come Crystal Organ, è uno strumento musicale, appartenente alla famiglia degli idiofoni a frizione, che produce suono dall'oscillazione di cilindri di vetro.

## Caratteristiche
Il Cristal Baschet è composto da 54 cilindri di vetro intonati su scala cromatica. I cilindri devono essere suonati con le dita inumidite, al fine di produrre vibrazioni. Il suono che si ottiene è simile a quello dell'armonica a bicchieri.
La vibrazione prodotta dai cilindri viene fatta passare in un blocco di metallo attraverso uno stelo, dalla cui lunghezza dipende la frequenza sonora prodotta. L'amplificazione del suono viene creata attraverso coni, costituiti in fibra di vetro, e montati in un telaio di legno, disposti a forma di "fiamma".

## Storia
Il Cristal Baschet fu creato nel 1952 dai costruttori di strumenti ed artisti francesi Bernard e Francois Baschet, specializzati nella creazione di sculture che potevano produrre suono.
Lo strumento venne sviluppato in concomitanza con il periodo del successo della Musica concreta (inventata da Pierre Schaeffer e Pierre Henry) e dei primi sintetizzatori Moog. Il Cristal Baschet produce musica dallo stile simile a questi ultimi, ma a loro differenza è interamente acustico.

## Utilizzo

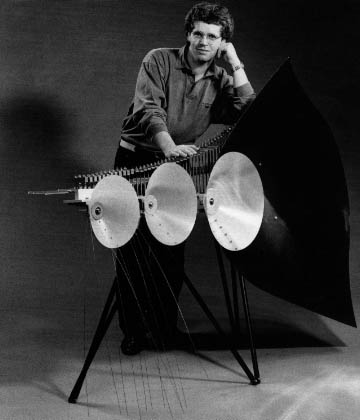
Thomas Bloch con il Cristal Baschet

Il Cristal Baschet venne usato in svariati campi della musica, tra cui il balletto, le colonne sonore, la musica da teatro, il jazz, il rock e l'elettronica.
Musicisti e compositori che utilizzavano lo strumento erano Thomas Bloch e Tom Waits, Jean-Michel Jarre, François Bayle, Luc Ferrari, Cliff Martinez, Guy Reibel, Etienne Rolin, Tōru Takemitsu e Michel Redolfi.